# Papa frita vegetal

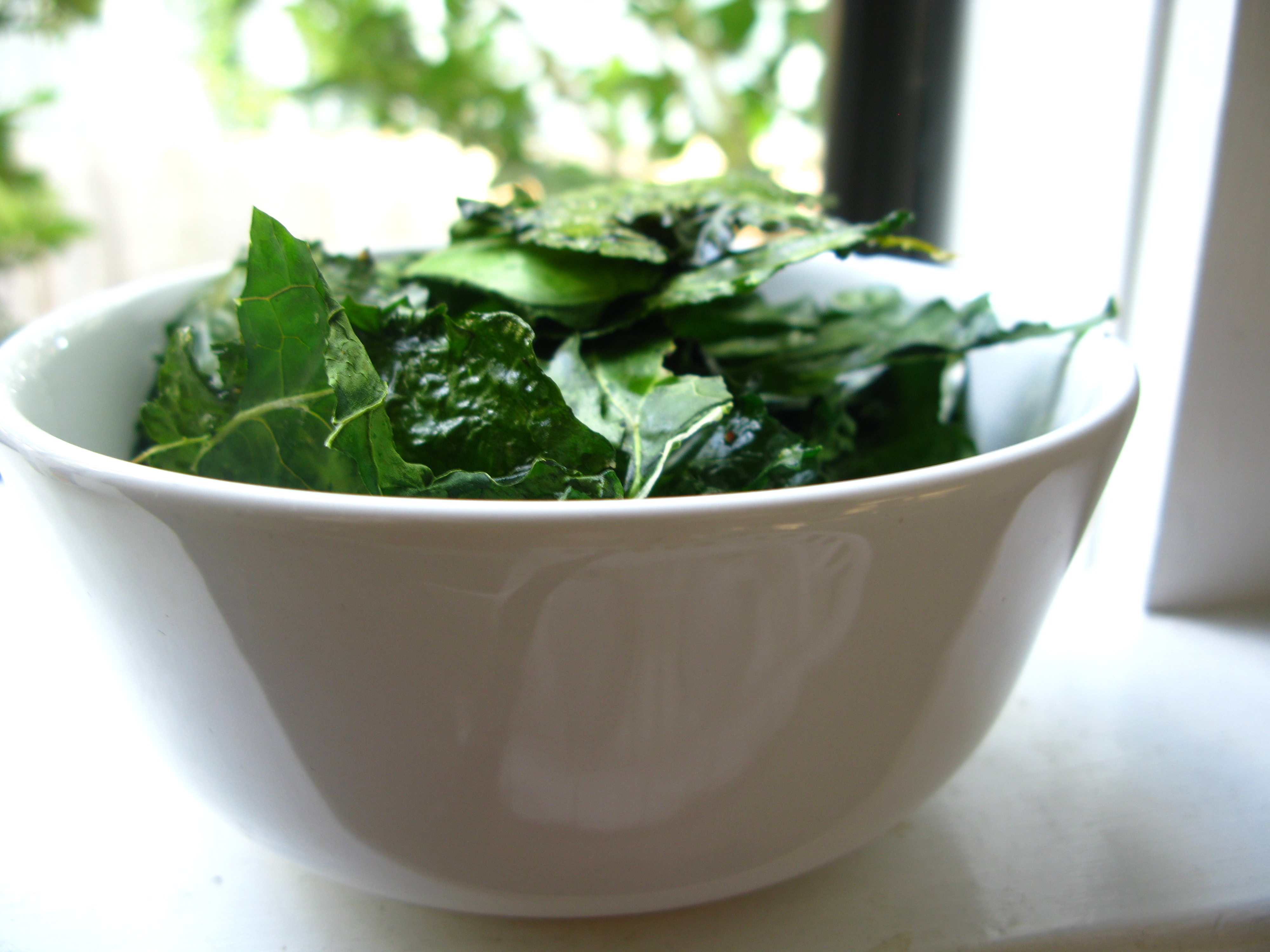
Papitas de col

Las papas fritas de verduras (también conocidos como papas fritas de vegetales) son papas fritas que se preparan con vegetales distintos de las papas. Estas chips —como se les conoce en inglés—, pueden ser fritas, deshidratadas, secadas o horneadas. Se pueden usar diversas raíces u hojas de vegetales. Las papas fritas de vegetales se pueden comer como bocadillos y también pueden acompañar otros alimentos, como dips, o utilizarse como aderezo en platos. En los Estados Unidos, las papas fritas de vegetales suelen producirse en masa, con muchas marcas dirigidas a los consumidores.

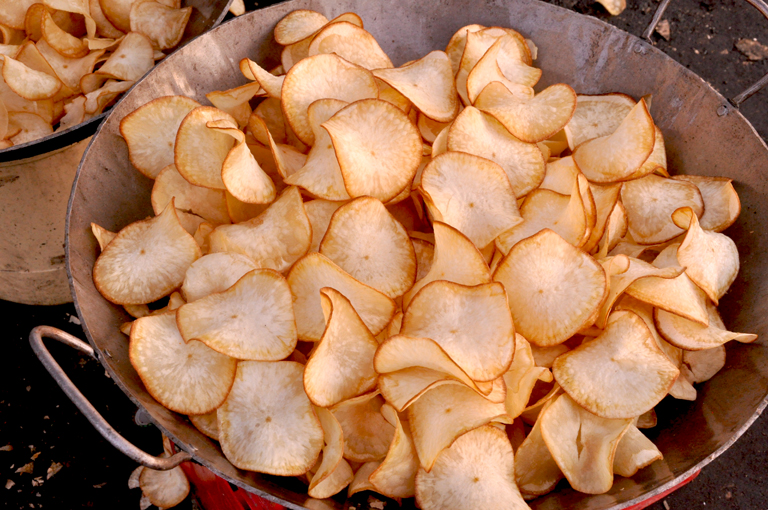
Papas fritas de de yuca fritos

Aunque las papas fritas técnicamente se consideran «frituras de vegetales», dado que son la forma más común de frituras, cualquier otro tipo de fritura a base de vegetales se agrupa en una categoría separada.

## Preparación e ingredientes
Las papas fritas de vegetales se pueden preparar con vegetales en rodajas que se fríen, fríen en profundidad, hornean, deshidratan o simplemente secan. Estas frituras se pueden hacer a partir de una variedad de raíces y hojas de vegetales, como zanahoria, nabo, colinabo, chirivía, raíz de perejil, raíz de perifollo, raíz de apio (apionabo), remolacha, rábano, alcachofa de Jerusalén, taro, malanga, eddoe, batata, calabaza moscada, cebolla, ajo, calabacín, ñame, yuca, col rizada, espinaca, hinojo y jícama, entre otros. Algunas versiones horneadas utilizan vegetales en rodajas, ligeramente bañados en aceite y luego horneados hasta quedar crujientes. Se ha descrito que las papas fritas de vegetales preparadas de esta manera son más saludables en comparación con las fritas en profundidad, especialmente cuando se utilizan aceites «saludables para el corazón», como el aceite de oliva.
Las versiones simples se preparan cortando vegetales en rodajas y secándolos, sin necesidad de cocinarlos. A veces se utiliza una mandolina para cortar los vegetales, lo que permite obtener rodajas finas y de tamaño uniforme. Las papas fritas de vegetales pueden ser sazonadas con especias como sal, sal marina, pimienta, especias cajún, curry, pimienta de Jamaica, polvo de chipotle, pimentón dulce o ahumado, condimento adobo, cebollín seco y muchas otras. Las variedades producidas en masa pueden contener conservantes alimentarios o glutamato monosódico. Las papas fritas de vegetales se pueden hacer en casa utilizando diversas recetas y métodos de preparación.

Papas fritas de vegetales
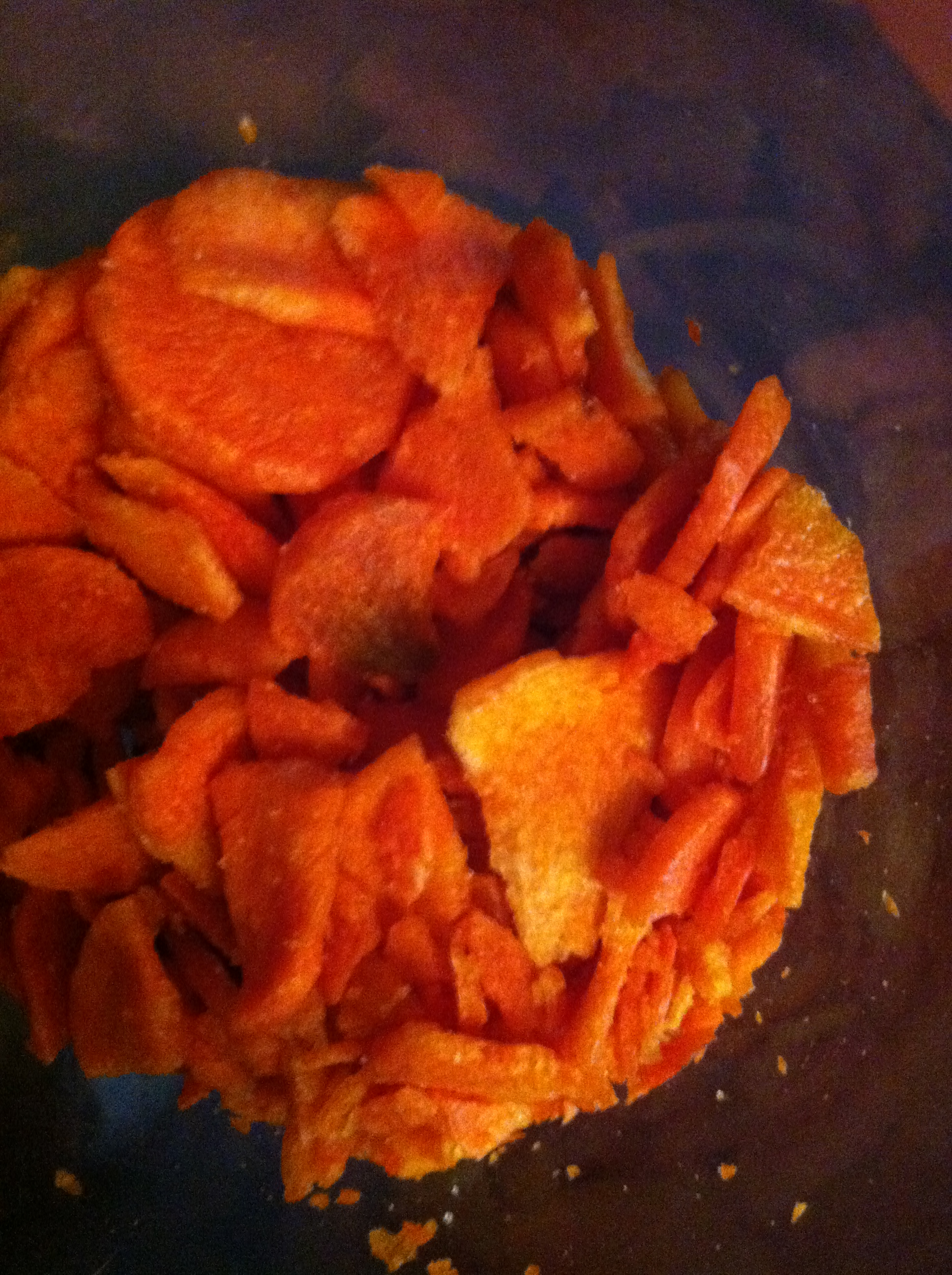
Frituras de zanahorias
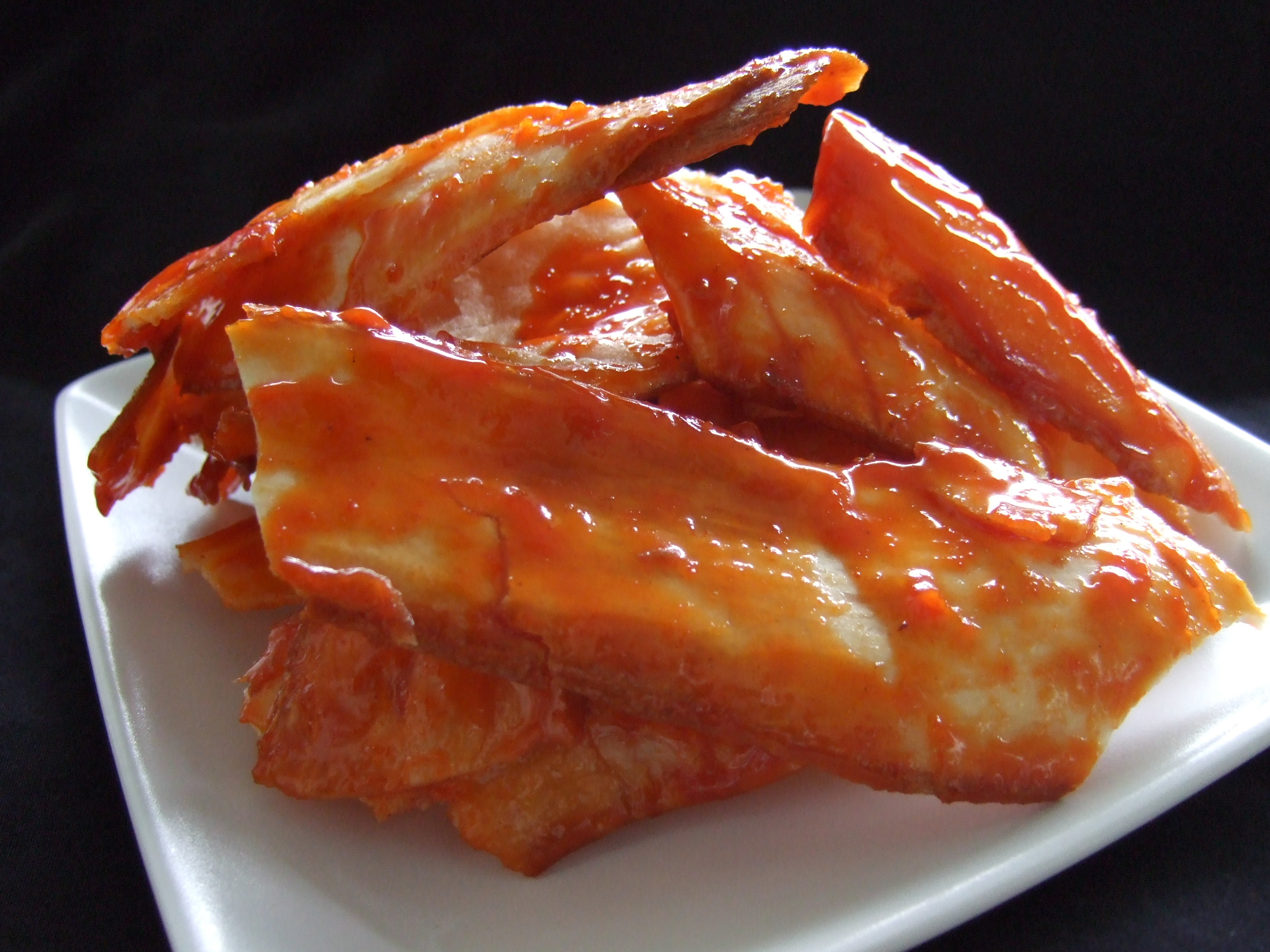
Frituras de yuca en salsa de chile en Bandar Lampung, Indonesia
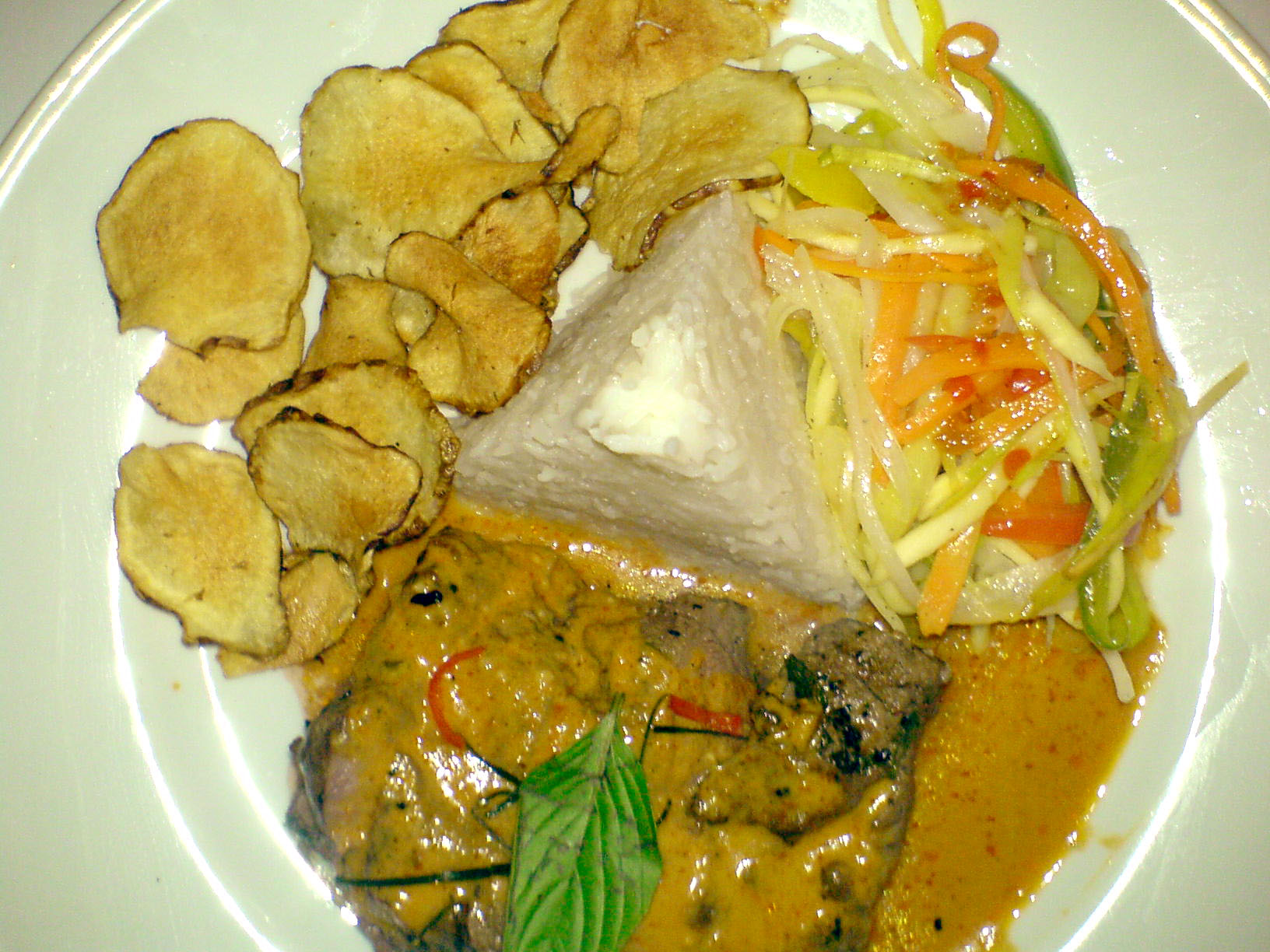
Frituras de alcachofa de Jerusalén (arriba a la izquierda)
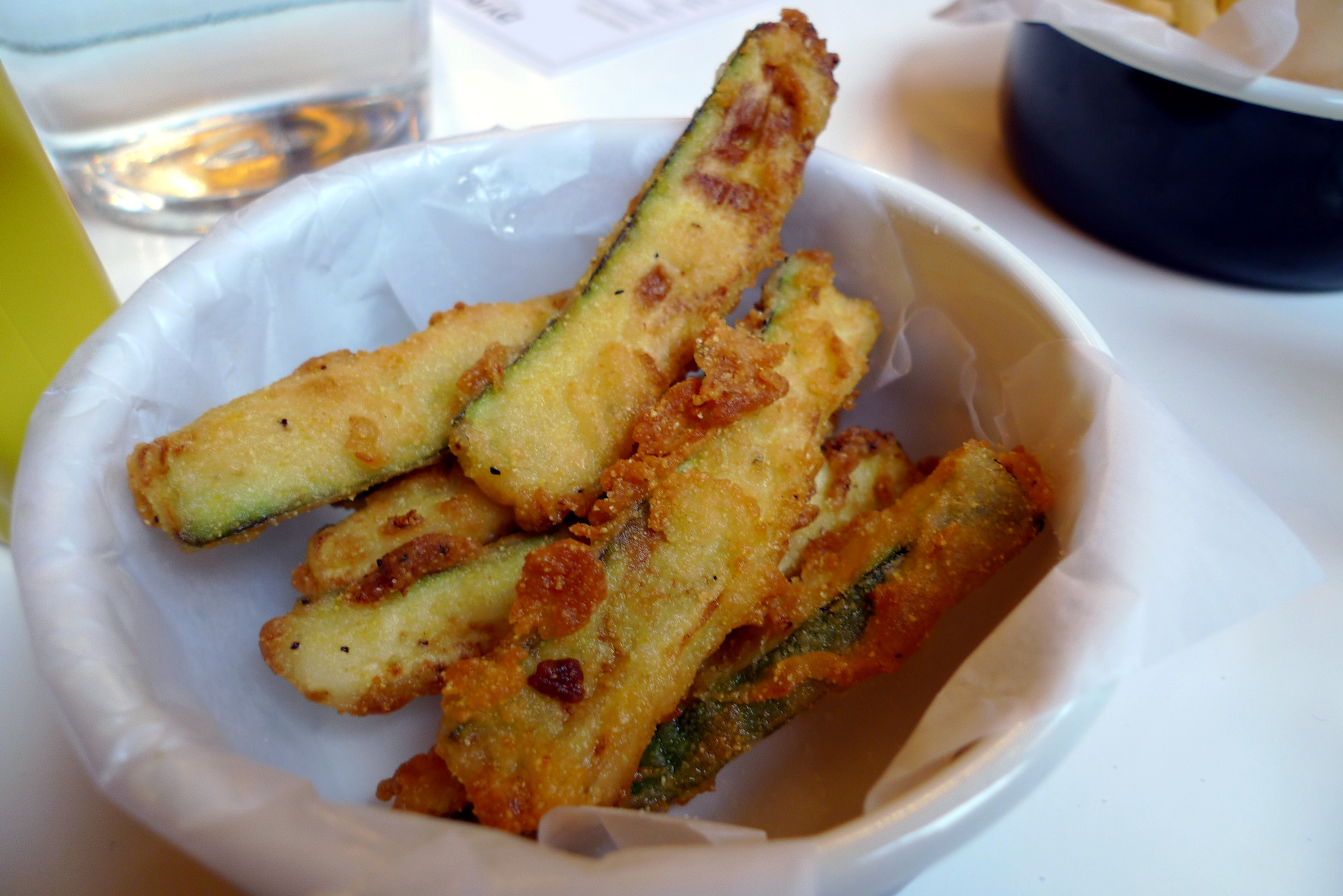
Frituras de Zucchini
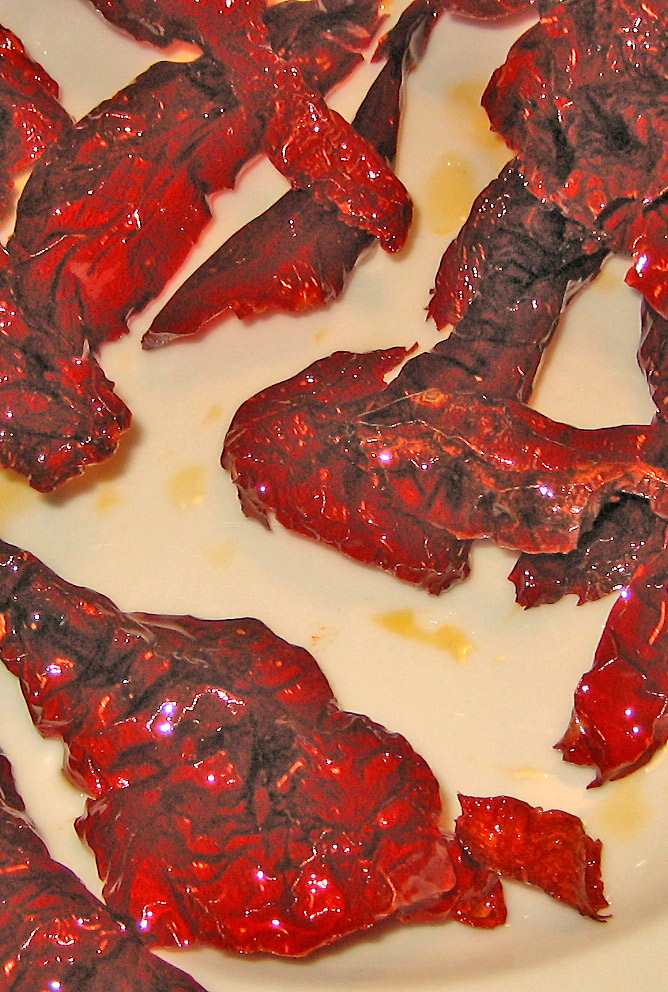
Frituras de peperoni cruschi de Basilicata, Italia.

### Papas fritas de zanahoria
Las papas fritas de zanahoria son zanahorias que se han frito o deshidratado. Algunas empresas estadounidenses producen y comercializan papas fritas de zanahoria para los consumidores, como Connecticut Country Fair Snacks, Ltd. y Caroff Foods Corporation, entre otras.

### Papas fritas de yuca

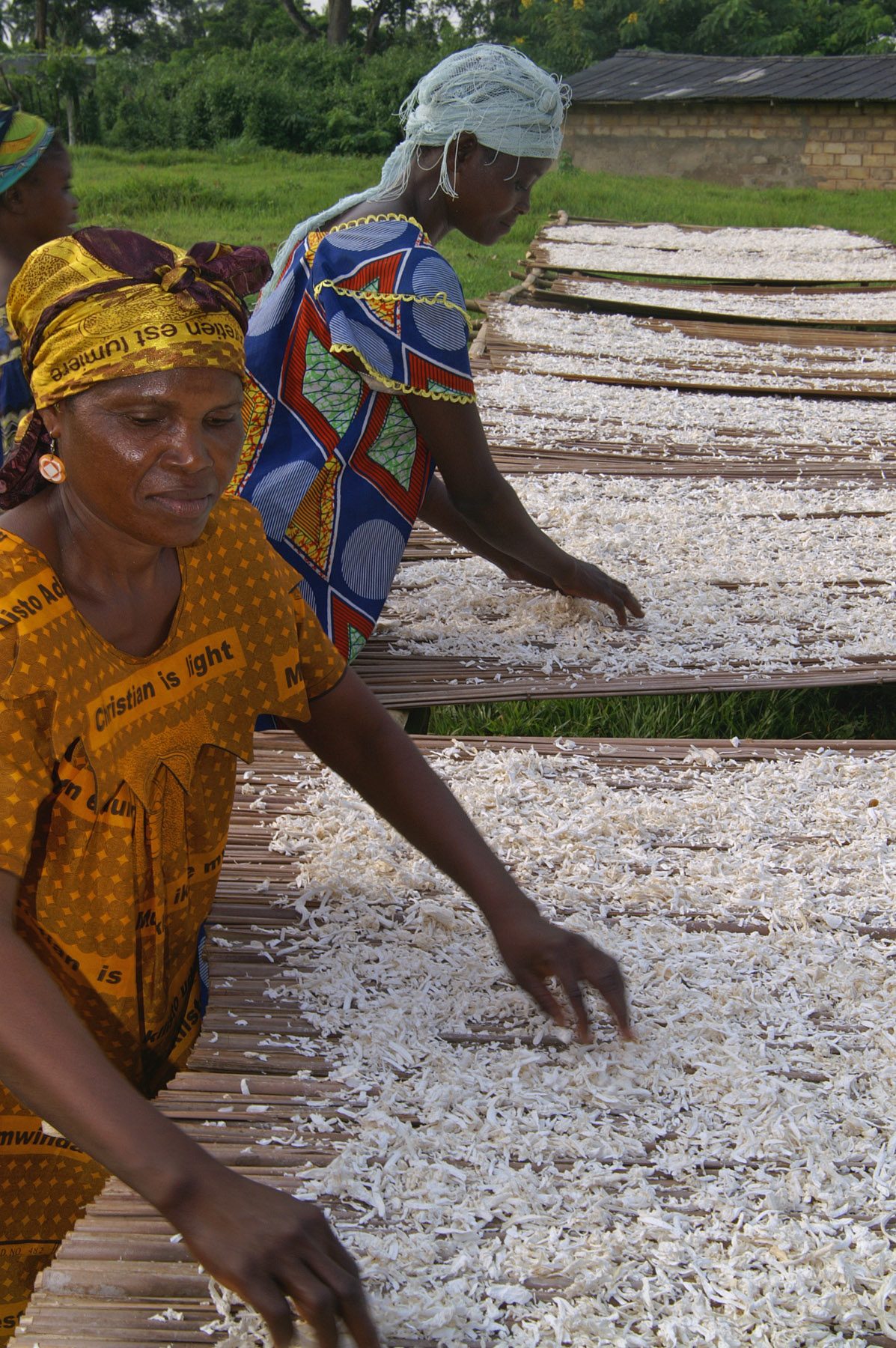
Proceso de secado de frituras de yuca en la República Democrática del Congo

Las papas fritas de yuca son un alimento común en gran parte de África, incluyendo la República Democrática del Congo, Ghana y Malaui. En Ghana, las papas fritas de yuca se llaman konkonte. Las papas fritas de yuca secas también se utilizan para suplementar el contenido de carbohidratos del alimento para ganado en Ghana. En Malaui, las papas fritas de yuca se preparan remojando la yuca, cortándola en rodajas y dejándola secar. Este es el principal medio por el cual la yuca se transporta a los mercados desde las áreas de producción.
Además de preparar papas fritas de yuca a partir de rodajas finas de raíz de yuca cruda que luego se fríen o se fríen en profundidad, las papas fritas se pueden preparar en un proceso de varias etapas, comenzando con una masa hecha de harina de yuca. La masa se cuece al vapor, se corta en rodajas finas, se seca y luego se fríe en aceite. Este estilo de papas fritas de harina de yuca es un alimento popular en India, Indonesia, Malasia y Filipinas.

### Papas fritas de col rizada
Las papas fritas de col rizada se hicieron populares con la tendencia alimentaria que enfatiza la col rizada por su valor nutricional. Al ser una hoja y no una raíz o tubérculo, las papas fritas de col rizada suelen contener aceite y sal, y a veces condimentos o saborizantes.

### Papas fritas de melón amargo
Las papas fritas de melón amargo se hacen a partir de una planta común en Asia, África y el Caribe. Las papas fritas se hacen a partir del fruto de la planta, que se corta en rodajas y se seca al sol, o se recubre con una masa y se fríe.